# Paul Haas
Paul Haas fue el tercer presidente del Fútbol Club Barcelona y el primero que no había participado en la fundación de la entidad ni había sido jugador azulgrana. Este suizo llegó a la presidencia el 5 de septiembre de 1902 y dirigió al club hasta el 17 de septiembre de 1903, en un periodo de transición marcado por las dificultades económicas ocasionadas por los gastos de mantenimiento de la entidad y por la fuerte polémica con la Federación Gimnástica Española, que pretendía organizar un torneo sin extranjeros con la intención de controlar el fútbol barcelonés. Por este hecho, Haas fue uno de los propulsores de la Asociación Catalana de Clubs de Fútbol, a la que se adhirió la mayoría de equipos de la época.
Durante su mandato, el Fútbol Club Barcelona se retiró de la Copa Macaya 1902-03, después de que se invalidara injustamente su victoria contra el Hispània. A raíz de esta nueva polémica se creó la Copa Barcelona (precedente del Campionat de Catalunya que se comenzaría a disputar a la temporada siguiente), impulsada por el Fútbol Club Barcelona que se proclamó brillante campeón después de ganar doce de los catorce partidos que configuraron el calendario del torneo.
Paul Haas Fue quien introdujo una nueva disciplina, el rugby, y lo mantuvo aunque esta modalidad no tuvo mucho éxito.
En aquella época empezaron las dificultades económicas y algunos clubes modestos desaparecieron. El Fútbol Club Barcelona además de ser el impulsor de la Copa Barcelona fue el colaborador en la realización de la Copa Mercier. Se crearon los gorros de mérito, los carnets de Honor, y se impulsaron otras iniciativas. Paul Hass fue presidente del Fútbol Club Barcelona 377 días hasta que el 17 de septiembre de 1903 abandonó el cargo.